# La malcasada
La malcasada es una obra de teatro del dramaturgo español Félix Lope de Vega escrita entre 1610 y 1615 y publicada por primera vez en 1621. Es la comedia que encabeza la XV parte de las comedias de Lope de Vega.

## Ediciones
Se conocen curiosamente dos ediciones de Lope de Vega de 1621: la de la viuda de Alonso Martín,[¿quién?] a costa de Alonso Pérez mercader de libros, Madrid,1621 (BNM R/14108),  y la de Fernando Correa de Montenegro,[¿quién?] a costa del mismo Alonso Pérez, Madrid, 1621 (BNM R/23475).  Existe desde julio de 2014 una edición crítica de La malcasada, la de Christian Andrès,[¿quién?] Éditions Orbis Tertius, Villeurbanne, 2014, 293 pp. Su índice propone al lector: una larga introducción (p. 12-74), una bibliografía selecta (p. 75-84), la dedicatoria a don Francisco de la Cueva y Silva, el texto mismo de la comedia (p. 89-283), y los apéndices (Registro de variantes-"El Teatro a los Lectores"- Nota sobre Alonso de Riquelme).

## Argumento
La joven viuda Lucrecia fija su interés en el apuesto Don Juan. Sin embargo, su fallecido marido, un hombre anciano y rico condiciona la percepción de la herencia al matrimonio de la viuda con el sobrino del muerto, el italiano Fabricio. Pese a celebrarse la boda, Fabricio es un hombre que desagrada físicamente a Lucrecia. Paralelamente, Lisardo se prenda también de Lucrecia. Tras diversas peripecias, se produce la nulidad del matrimonio con el italiano, y Juan y Lucrecia se unen en matrimonio, como también lo hacen Lisardo y Feliciana, la madre de Lucrecia.

## Representaciones destacadas
- Siglo XVII. Estreno por la compañía de Alonso de Riquelme.[1]

- Teatro Español, Madrid, 1947.[3]
  - Adaptación: Manuel Machado.
  - Dirección: Cayetano Luca de Tena.
  - Decorados: Emilio Burgos.
  - Intérpretes: Mercedes Prendes (Lucrecia), Manuel Dicenta (Juan), Julia Delgado Caro (Feliciana), Porfiria Sanchiz (Isabel), Adriano Domínguez (Lisardo)

- Teatro Windsor, Barcelona, 1962.[4]
  - Dirección: Gustavo Pérez Puig.
  - Intérpretes: Fernando Delgado, Rafael Salvador, Jesús Enguita, Encarna Abad, María Esperanza Navarro, Carmen Robles, Valeriano Andrés.

- Televisión, Estudio 1, TVE, 25 de mayo de 1973.
  - Dirección: Cayetano Luca de Tena.
  - Intérpretes: Elisa Montés, Fernando Guillén, Joaquín Pamplona, Manuel Alexandre, Carmen Rossi, Álvaro de Luna, Carmen Bernardos.

- Teatro Marquina, Madrid, 1991 (Versión musical).[5]
  - Adaptación: Alberto González Vergel.
  - Intérpretes: Teresa Rabal, José Olmos, Luisa Martín, Carmen Bernardos, Manuel Aguilar, Roberto Noguera.